# Hongō Shin

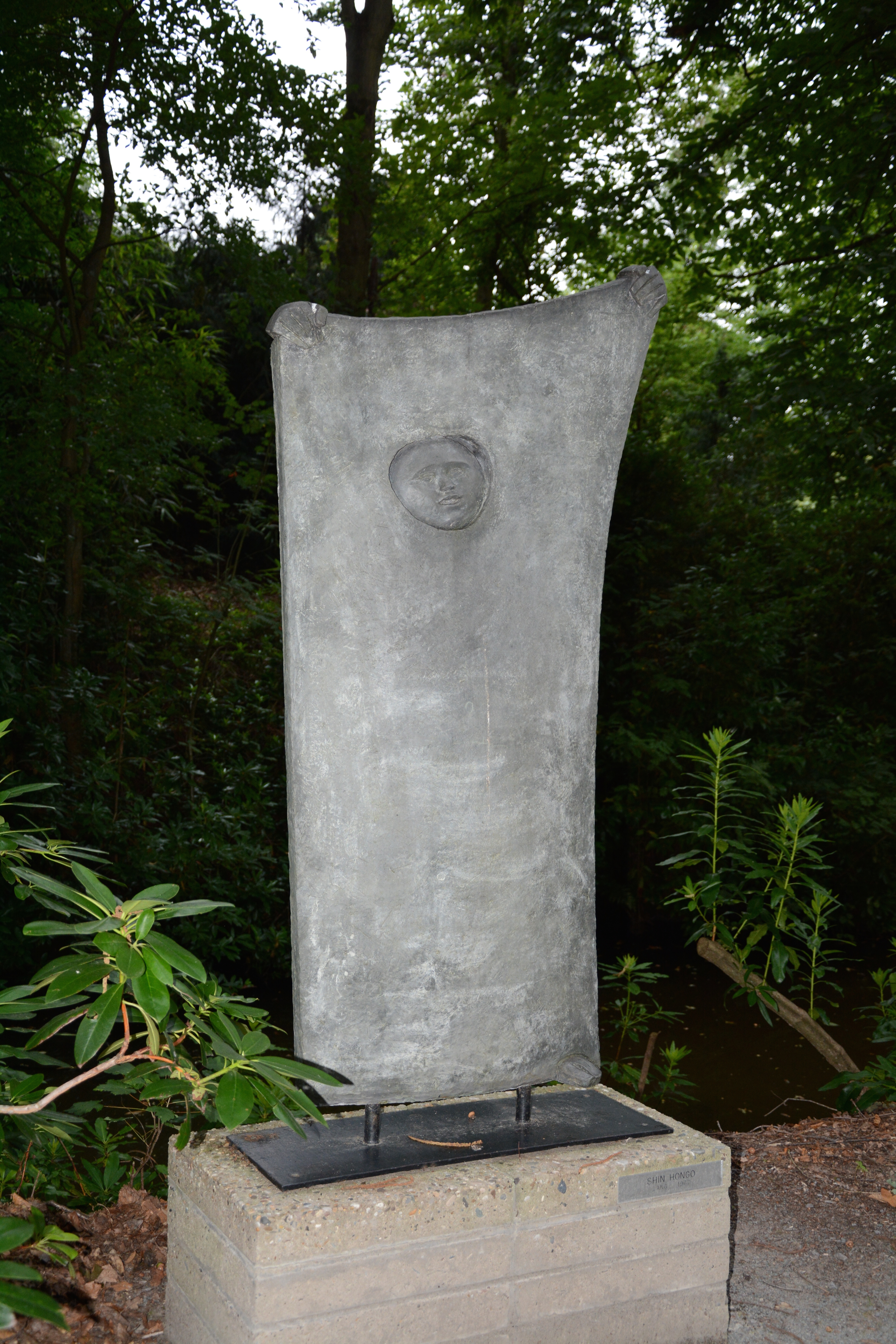
Stimme (Middelheimmuseum)

Hongō Shin (japanisch 本郷 新; geb. 9. Dezember 1905, in Sapporo; gest. 13. Februar 1980) war ein japanischer Bildhauer der Shōwa-Zeit.

## Leben und Werk
Hongō Shin wurde als Sohn einer christlichen Familie in Sapporo geboren. Seit Ende seiner Schulzeit interessierte er sich für Schnitzen und Modellieren und nahm daher 1925 ein Studium in der Abteilung für Bildhauerei der Technischen Oberschule Tōkyō (Tōkyō kōtō kōgei gakkō) auf. Nach seinem Abschluss im Jahr 1928 wurde er Schüler des Bildhauers Takamura Kōtarō (高村 光太郎; 1883–1956) und konnte seine erste Arbeit „Kopf einer Frau“ (女の首 Onna no kubi) auf einer Ausstellung der Kokuga-kai (国画会) zeigen. 1934, als er Mitglied der Kokuga-kai wurde, entwickelte er ein starkes Interesse für großformatige Monumente und begann in dieser Richtung zu arbeiten. 1939 verließ er die Kokuga-kai und schloss sich seinen Freunden Yanagihara Yoshitatsu, Funakoshi Yasutake und anderen an und gründete mit ihnen die Bildhauer-Abteilung der „Neuen kreativen Vereinigung“ (新制作協会 Shin seisaku kyōkai).
Während des  Pazifikkrieges lebte Hongō in Nara und beschäftigte sich damit, eine Kopie der berühmten Statue des chinesischen Mönchs Ganjin im Besitz des Tempels Tōshōdai-ji anzufertigen. Nach dem Krieg beteiligte er sich an der Friedensbewegung und stellte ein Werk mit dem Titel Wadatsumi (わだつみ像) her, ein Erinnerungstafel für Studenten, die im Krieg gefallen waren.
Hongō besuchte dann viele Länder, um Arbeiten und Ideale des sozialistischen Realismus zu studieren. 1953 erhielt seine hölzerne Statue mit dem Titel „Weinen“ (Koku), die er auf der „Japan International Art Exhibition“ ausstellte, eine Auszeichnung. Im folgenden Jahr wurde seine Figurengruppe „Mutter und Kind im Sturm“ (嵐の中の母子像 Arashi no naka no boshu-zō) aus dem Jahr 1953 im Friedenspark Hiroshima aufgestellt. 1967 stellte Hongō drei Arbeiten aus auf der „International Modern Sculpture Exhihibtion“ im Middelheimmuseum in Antwerpen aus. Eine Skulptur der drei, „Stimme“, wurde Teil der Sammlung des Museums. Weitere Werke von ihm sind „Frau, einen Vogel haltend“ (鳥を抱く女 Tori o daku onna) und das große „Tor zu Eis und Schnee“ (氷雪の門 Hyōsetsu no mon) in Wakkanai, dem nördlichsten Ort Japans.
Hongō blieb bis zum Lebensende in der Herstellung großer Skulpturen tätig.